# Aixe-sur-Vienne
Aixe-sur-Vienne település Franciaországban, Haute-Vienne megyében. Lakosainak száma 5860 fő (2022. január 1.). Aixe-sur-Vienne Verneuil-sur-Vienne, Beynac, Isle, Saint-Martin-le-Vieux, Saint-Priest-sous-Aixe és Séreilhac községekkel határos.

## Népesség
A település népességének változása:
| Lakosok száma | 5686 | 5835 | 5961 | 5836 | 5820 | 5804 | 5809 | 5839 | 5860 |
|               | 2013 | 2015 | 2016 | 2017 | 2018 | 2019 | 2020 | 2021 | 2022 |